# ATESA

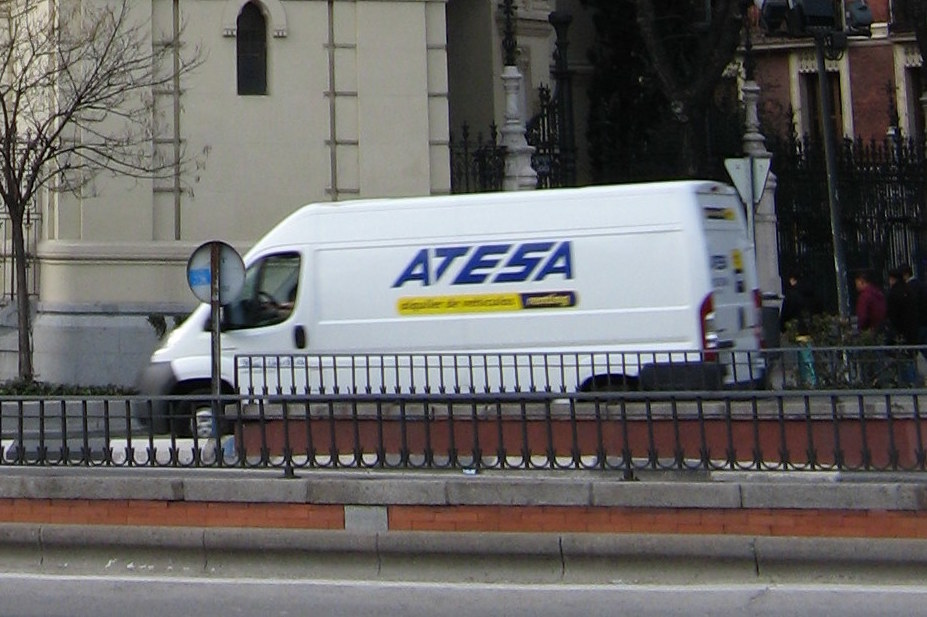
Furgoneta de ATESA en Madrid.

ATESA, acrónimo de Autotransporte Turístico Español S.A., es una empresa española de alquiler de vehículos, perteneciente a la multinacional estadounidense Enterprise Holdings. Constituida en diciembre de 1949 a través del INI, fue una empresa mixta hasta 1980, creada para ser la empresa bandera del transporte terrestre en España. Formaba parte del conglomerado de empresas del INI, dedicadas al potente sector turístico de los años 50, 60 y 70 en España.

## Historia
La empresa se dedicó en sus inicios al transporte terrestre en autobús, con el objeto de dar un servicio de transporte por carretera que contribuyera al movimiento de viajeros nacionales y extranjeros, coincidiendo con los primeros años del gran crecimiento del turismo en España.
La entrada en el capital de Viajes Hispano-Continental en 1956, y de Viajes Marsans en 1964, potenciaron su multidisciplinaridad en el transporte.
A raíz de su privatización total en 1980 y el cambio de accionariado, se priorizó su presencia en el sector de alquiler de vehículos en España, desprendiéndose de la división del transporte de viajeros por carretera, fin originario con el que fue fundada la empresa.
En 1989 el grupo francés PSA (Peugeot-Citroën Automóviles) se hace con la empresa, y tras el acuerdo sellado en 1998 con el gigante norteamericano ANC (Alamo, National y Cartemps) adopta el nombre comercial de National ATESA.
En febrero de 2012 pasó a formar parte del grupo internacional Enterprise Holdings, empresa líder mundial en alquiler de vehículos con casi 8.000 oficinas distribuidas por todo el mundo, más de 60.000 empleados y una flota de coches que supera el 1.000.000 de unidades. Con esta integración, la compañía ha fortalecido su posición en el mercado ofreciendo a sus clientes un servicio global más sólido y competitivo.